# Eqdom
EQDOM est une entreprise marocaine spécialisée dans le crédit à la consommation.

## Histoire
EQDOM est fondée par l’État en 1974 dans le but d'accompagner les fonctionnaires dans leurs achats de biens d’équipement. Introduite en bourse en 1978, elle est acquise par la banque française Société générale en 2002.
En avril 2024, la Société générale annonce son intention de vendre ses participations bancaires marocaines, dont indirectement EQDOM, au groupe Saham.

## Activités
EQDOM diversifie son activité dans les années 2020 en proposant ses services aux particuliers et en élargissant son offre. 
En 2023, elle est considérée comme une « spécialiste du crédit à la consommation » mais son produit net bancaire est en diminution.